# Aleksandra Rosińska
Aleksandra Rosińska (ur. w 1988) – polska aktorka dziecięca.

## Życiorys
Najbardziej znana jest z roli Basi Halskiej, córki Olgierda Halskiego (Marek Kondrat), którą zagrała w trzech częściach serialu TVP Ekstradycja w latach 1995–1996 i 1998. Oprócz Ekstradycji wystąpiła m.in. w takich produkcjach, jak filmy Skutki noszenia kapelusza w maju (1993), Kochaj i rób co chcesz (1997) oraz seriale, Zespół Adwokacki (1994), Boża Podszewka (1997).
Absolwentka Liceum im. Ruy Barbosy w Warszawie, następnie studentka Wydziału Prawa i Administracji Uniwersytetu Warszawskiego.

## Filmografia
- 1993: Skutki noszenia kapelusza w maju - jako Zuzia, córka Ani,
- 1994: Zespół Adwokacki - jako Natalia Rawikówna,
- 1995: Ekstradycja jako Basia, córka Olgierda Halskiego, w odc. 1, 5 słychać jedynie głos,
- 1996: Ekstradycja 2 jako Basia, córka Olgierda Halskiego, odc. 1-3, 5, 7-9,
- 1997: Kochaj i rób co chcesz - jako Kasia,
- 1997: Bride of War - jako Wanda, odc. 3,
- 1997: Boża Podszewka - jako Janeczka Jórewicz, siostra Marysi, odc. 1 [JURYSZKI WILEŃSKIE, LATA 1900-1913],
- 1998: Ekstradycja 3 jako Basia, córka Olgierda Halskiego, odc. 1, 3-4, 8, 10.